# ونسا بادن
ونسا بادن (انگلیسی: Vanessa Baden؛ زادهٔ ۸ سپتامبر ۱۹۸۵) یک هنرپیشه اهل ایالات متحده آمریکا است. وی از سال ۱۹۹۴ میلادی تاکنون مشغول فعالیت بوده‌است.